# Рожков, Василий Иванович
Васи́лий Ива́нович Рожко́в (10 [22] июля 1816, Турьинские Рудники — 5 [17] ноября 1894, Санкт-Петербург) — русский горный инженер, специалист в области гидротехники. Занимался изучением водопроводов и гидравлических двигателей на Урале. Действительный статский советник.

## Биография
Родился 10 (22) июля 1816 года в селе Турьинские Рудники (ныне город Краснотурьинск) Верхотурского уезда Пермской губернии в дворянской семье. Его отец был горнозаводским служащим (шихтмейстером). 
Окончил Турьинскую горную школу и Институт Корпуса горных инженеров в Санкт-Петербурге. В службу вступил 29 мая 1836 года; 6 июля 1838 года в звании поручика был направлен на Екатеринбургские заводы.
В 1840 году был командирован в Петербург для изучения методов магнитных и метеорологических наблюдений. С 29 декабря 1840 года служил смотрителем Екатеринбургской обсерватории. В 1841 году составил первое подробное описания водяных турбин, сооруженных на Алапаевских заводах. С 1843 года занимал должность смотрителя Екатеринбургского монетного двора и механической фабрики. В 1846—1848 годах находился в зарубежной командировке, где изучал методы специалистов в области гидравлики: Вейсбаха, Морена, Понселе, Редтенбаха.
После возвращения на Урал составил чертёж системы уральских водопроводов и гидравлических двигателей, не имевший аналогов в России и в Европе. Работал управителем Нижне-Исетского завода, помощником горного начальника Екатеринбургских заводов. До середины 1850-х годов служил помощником горного начальника Екатеринбургского округа, одновременно управляя механической фабрикой и Екатеринбургским монетным двором.
В 1856 году Рожков уехал в Бессарабию, а затем был переведён в Петербург начальником Санкт-Петербургского монетного двора, где ввёл медный передел и другие нововведения.
В 1862—1864 годах В. И. Рожков в звании профессора преподавал строительное искусство в Санкт-Петербургском горном институте, состоял в Горном учёном комитете. Был произведён 31 марта 1868 года в действительные статские советники.
Умер 5 (17) ноября 1894 года, 8 ноября был похоронен на Волковском православном кладбище Санкт-Петербурга.
Был женат на Юлии Петровне Лакисовой (урождённой Волховской).

## Научная деятельность
С 1840 по 1870 годы Рожков опубликовал более 30 статей и рефератов в «Горном журнале», среди них выделяется оригинальностью, в частности, статья «О гидравлическом горном хозяйстве Уральских заводов» («Горный журнал», 1856).
Василий Рожков усвоил метод фрайбергского профессора Юлиуса Вейсбаха и применял этот метод при своих исследованиях водопроводов и гидравлических двигателей на Урале. Первые на Урале динамометрические исследования гидравлических турбин были произведены Рожковым в 1851 году на Алапаевском заводе. Им был изобретён особый тип гидравлической турбины (горизонтальная сдвоенная осевая) — турбина Рожкова. Первая такая турбина была построена в 1856 году на Екатеринбургском монетном дворе, а затем они получили значительное распространение на уральских заводах.
Он также впервые дал техническое описание турбины, изобретенной Игнатием Софоновым.

## Награды
- Орден Святой Анны III степени (1849)
- Премия Академии наук, за труд «О гидравлическом горнозаводском хозяйстве» (1856)
- Орден Святого Станислава II степени (1858)
- Орден Святой Анны II степени с императорской короной (1871)
- Орден Святого Владимира IV степени за 35 лет (1872)
- Орден Святого Владимира III степени (1873)
- Орден Святого Станислава I степени (1877)